# Gran Premi de Mònaco del 2002
Resultats del Gran Premi de Mònaco de Fórmula 1 de la temporada 2002, disputat al circuit urbà de Montecarlo el 26 de maig del 2002.

## Resultats de la cursa
| Pos | No | Pilot                 | Equip              | Voltes | Temps/ Retir.  | Pos. de sort. | Punts |
| --- | -- | --------------------- | ------------------ | ------ | -------------- | ------------- | ----- |
| 1   | 3  | David Coulthard       | McLaren - Mercedes | 78     | 1h 45' 39. 055 | 2             | 10    |
| 2   | 1  | Michael Schumacher    | Ferrari            | 78     | + 1.050 s      | 3             | 6     |
| 3   | 5  | Ralf Schumacher       | Williams - BMW     | 78     | + 67.450 s     | 4             | 4     |
| 4   | 14 | Jarno Trulli          | Renault            | 77     | + 1 Volta      | 7             | 3     |
| 5   | 9  | Giancarlo Fisichella  | Jordan - Honda     | 77     | + 1 Volta      | 11            | 2     |
| 6   | 20 | Heinz-Harald Frentzen | Arrows - Cosworth  | 77     | + 1 Volta      | 12            | 1     |
| 7   | 2  | Rubens Barrichello    | Ferrari            | 77     | + 1 Volta      | 5             |       |
| 8   | 7  | Nick Heidfeld         | Sauber - Petronas  | 76     | + 2 Voltes     | 17            |       |
| 9   | 16 | Eddie Irvine          | Jaguar - Cosworth  | 76     | + 2 Voltes     | 21            |       |
| 10  | 17 | Pedro de la Rosa      | Jaguar - Cosworth  | 76     | + 2 Voltes     | 17            |       |
| 11  | 23 | Mark Webber           | Minardi - Asiatech | 76     | + 2 Voltes     | 23            |       |
| 12  | 21 | Enrique Bernoldi      | Arrows - Cosworth  | 76     | + 2 Voltes     | 21            |       |
| Ret | 24 | Mika Salo             | Toyota             | 69     | Frens          | 9             |       |
| Ret | 8  | Felipe Massa          | Sauber - Petronas  | 63     | Accident       | 13            |       |
| Ret | 12 | Olivier Panis         | BAR - Honda        | 51     | Col·lisió      | 18            |       |
| Ret | 15 | Jenson Button         | Renault            | 51     | Col·lisió      | 8             |       |
| Ret | 6  | Juan Pablo Montoya    | Williams - BMW     | 46     | Motor          | 1             |       |
| Ret | 11 | Jacques Villeneuve    | BAR - Honda        | 44     | Part mecànica  | 14            |       |
| Ret | 4  | Kimi Räikkönen        | McLaren - Mercedes | 41     | Col·lisió      | 6             |       |
| Ret | 22 | Alex Yoong            | Minardi - Asiatech | 29     | Accident       | 22            |       |
| Ret | 10 | Takuma Sato           | Jordan - Honda     | 22     | Virolla        | 16            |       |
| Ret | 25 | Allan McNish          | Toyota             | 15     | Accident       | 10            |       |

## Altres
- Pole: Juan Pablo Montoya 1' 16. 676
- Volta ràpida: Rubens Barrichello 1' 18. 023 (a la volta 68)